# Lazarova sobota

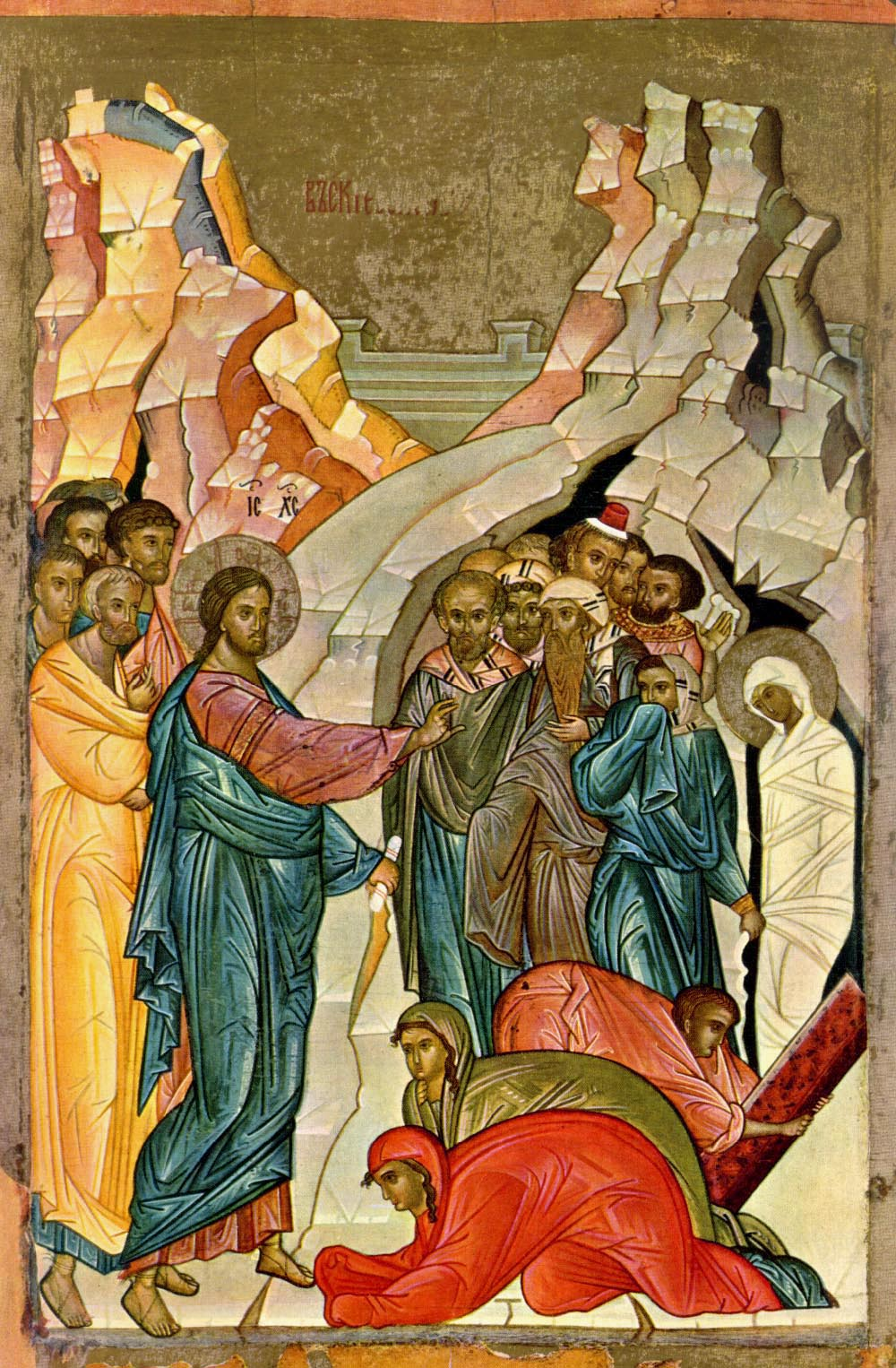
Vzkříšení Lazara. Novgorodská ikona, 15. století

Lazarova sobota je východní křesťanský svátek, který se slaví v sobotu před Květnou nedělí, resp. v sobotu týden před Bílou sobotou. Připomíná se Ježíšův příchod do Betánie, kde vzkřísil z mrtvých svého přítele Lazara z Betánie (Jan 11, 1 – 43, 43 (Kral, ČEP)). Vzkříšení Lazara se oslavuje jako příslib budoucího vzkříšení všech lidí a zároveň důkaz, že Ježíš Kristus je Pánem nad smrtí.

## Liturgické slavení
Slavení svátku je začínáno Liturgií předem posvěcených darů, v pátek večer (poslední den Velkého postu). V sobotu následuje utreňa, která se podobá nedělní utreni, a po ní liturgie svatého Jana Zlatoústého.